# Motor piezoeléctrico

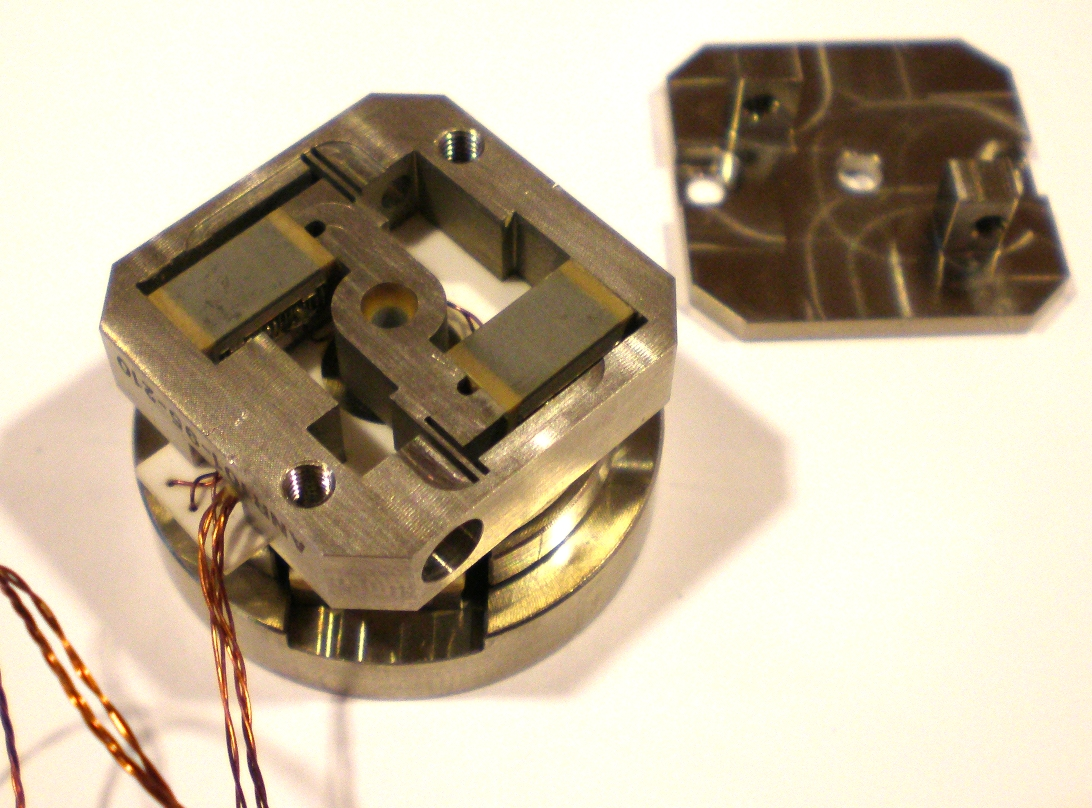
Interiores de un motor piezoeléctrico de barra deslizante. Se ven dos cristales piezoeléctricos que proporcionan el par mecánico.

Un motor piezoeléctrico es un tipo frecuente de motor que utiliza la electricidad para producir vibraciones de forma que produzca un movimiento lineal o rotatorio. 

Un Móvil recrea un efecto parecido cuando se desplaza debido a las vibraciones cuando recibe una llamada.
Los motores piezoeléctricos tiene mucha fuerza en movimientos lentos, pero pueden ser también muy rápidos, tienen muy pocas piezas, no necesitan lubricacion y son muy eficientes energéticamente. Tiene como desventaja que no pueden girar libremente cuando están detenidos.
Actualmente se usan en los objetivos automáticos de varias cámaras digitales: 
- Canon EOS – USM, UltraSonic Motor
- Minolta, Konica, Sony – SSM, SuperSonic Motor
- Nikon – SWM, Silent Wave Motor
- Olympus – SWD, Supersonic Wave Drive
- Panasonic – XSM, Extra Silent Motor
- Pentax – SDM, Supersonic Drive Motor
- Sigma – HSM, Hyper Sonic Motor
- Tamron - USD, Ultrasonic Silent Drive